# Hemiceras quebra
Hemiceras quebra är en fjärilsart som beskrevs av William Schaus 1901. Hemiceras quebra ingår i släktet Hemiceras och familjen tandspinnare. Inga underarter finns listade i Catalogue of Life.